# Carla Valencia Dávila
Carla Valencia Dávila (Quito, 13 de maig de 1975) és una editora, guionista i directora de cinema equatoriana, de pare xilè i mare equatoriana.

## Biografia
Va començar la seva carrera com a ajudant de direcció, i va debutar com a directora el 2004 amb el curtmetratge Restos. Posteriorment va treballar en l'edició i muntatge de diversos documentals xilens, entre ells Cuba, el valor de una utopia, de Yanara Guayasamín, selecciona a l'International Documentary Film Festival d'Amsterdam el 2007. Abuelos va ser el seu primer documental llargmetratge, presentat el 2010 a l'IDFA en competició oficial i guanyador del premi "El abrazo" al Festival de Cinema Llatinoamericà de Biarritz i del premi al millor documental en la XVIII Mostra de Cinema Llatinoamericà de Catalunya.

## Filmografia
- Restos - curtmetratge (2006)
- Emilia - curtmetratge (2010)
- Abuelos - documental (2010)